# Josef August Rakouský
Josef August Viktor Klemens Maria Rakouský (9. srpna 1872 Alcsútdoboz – 6. července 1962 Straubing) byl rakouský arcivévoda, člen habsbursko-lotrinské dynastie. Od mládí sloužil v c.k. armádě, za první světové války velel armádním uskupením v Srbsku, na východní frontě a nakonec v Itálii. V armádě dosáhl nejvyšší hodnosti polního maršála (1918). Jako oblíbený člen uherské větve Habsburků sehrál důležitou úlohu i po zániku monarchie a v roce 1919 byl krátce regentem v Maďarsku. I později se v meziválečném období uplatňoval v různých sférách veřejného života a v letech 1936–1944 byl prezidentem Maďarské akademie věd.

## Původ
Josef byl synem arcivévody Josefa Karla Ludvíka Rakouského a princezny Klotyldy Sasko-Kobursko-Gothajské. Jeho děd byl uherským palatinem, rovněž jeho otec žil převážně v Uhrách. Zde Josef August navštěvoval benediktinské gymnázium v Győru.

## Život a vojenská kariéra

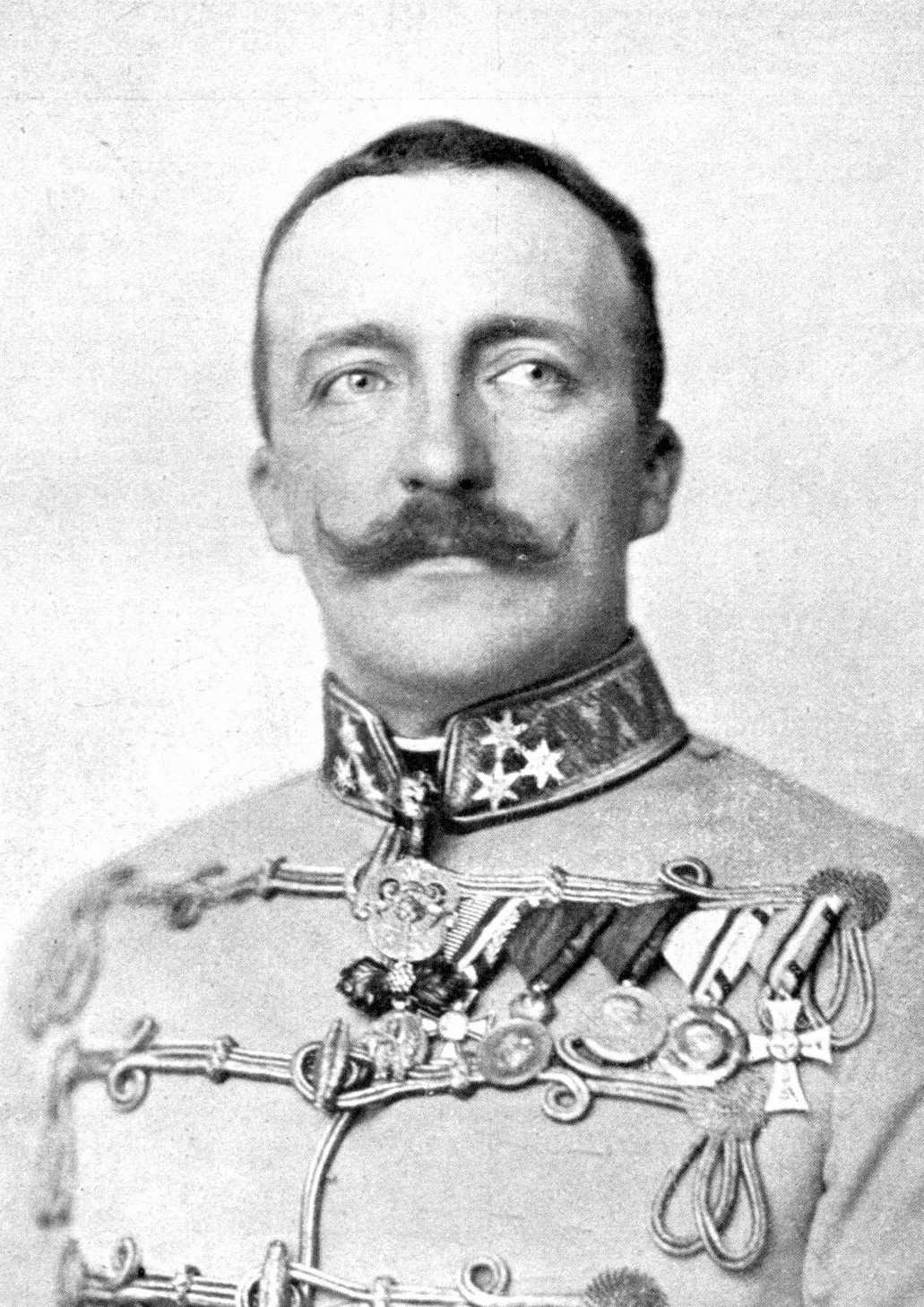
Generál pěchoty arcivévoda Josef jako velitel 7. armádního sboru (1915)

Po maturitě vstoupil jako poručík do c. k. armády, službu začínal u 1. pěšího pluku v Opavě, poté sloužil v Prešpurku a po povýšení na nadporučíka (1894) u dragounů v Brně. Po dosažení plnoletosti se jako arcivévody stal automaticky členem rakouské Panské sněmovny. V roce 1898 byl povýšen na kapitána a poté několik let strávil v Budapešti u královské uherské zeměbrany (jeho otec byl v té době vrchním velitelem zeměbrany). Postupoval v hodnostech (major 1902, podplukovník 1903, plukovník 1905). Od roku 1905 byl čestným majitelem 15. dragounského pluku. U zeměbrany dosáhl hodnosti generálmajora (1908), až jako polní podmaršál (1911) se vrátil k c. k. armádě a byl velitelem 31. pěší divize v Budapešti.
Jako velitel 31. pěší divize bojoval na začátku první světové války na srbské frontě, později byl přeložen do Haliče. V roce 1914 dosáhl hodnosti generála jezdectva a od září 1914 byl velitelem 7. armádního sboru. Po vyhlášení války ze strany Itálie byl přeložen na italskou frontu a zúčastnil se bitev na Soči. V listopadu 1916 se vrátil na východní frontu, kde bojoval proti ruským a rumunským vojskům. K datu 1. listopadu 1916 obdržel nově zřízenou armádní hodnost generálplukovníka. V lednu 1918 byl znovu povolán na italskou frontu, kde byl pověřen velením 6. armády, v létě téhož roku pak převzal vrchní velení nad 10. a 11. armádou (Jihotyrolská armádní skupina). Závěr války strávil na Balkáně, kde převzal velení Kövessovy. Těsně před zánikem monarchie byl jako historicky poslední osobnost povýšen do hodnosti rakousko-uherského polního maršála (24. října 1918). K datu 1. prosince 1918 byl v armádě penzionován.
Dne 27. října 1918 jej císař Karel I. jmenoval homo regius, svým zástupcem v Uhrách, protože z důvodu nepokojů byla nutná stálá přítomnost nositele monarchistického rozhodnutí v Budapešti. Maďarsko 16. listopadu 1918 vyhlásilo republiku a král se 13. listopadu zřekl veškerého podílu na vládních záležitostech. V dobách Maďarské republiky rad znělo jeho jméno Joseph von Alcsút. Po obnovení monarchie byl od 7. do 23. srpna 1919 říšským správcem, respektive regentem, a v této funkci byl později vystřídán admirálem Horthym.
Jako příslušník uherské větve Habsburků si díky své výborné znalosti maďarštiny a řadě kulturních zájmů udržoval popularitu v Maďarsku i v pozdějších letech a zastával funkce v řadě různých institucí. Od roku 1927 byl členem obnovené Horní sněmovny Maďarského království. Byl držitelem čestných doktorátů na univerzitách v Budapešti a Kluži. V letech 1936–1944 byl prezidentem Maďarské akademie věd. Na konci druhé světové války uprchl do USA (1944), později se vrátil do Evropy a žil v soukromí v Bavorsku u své sestry Margarety, provdané Thurn-Taxisové. 
Zemřel 6. července 1962 ve věku 89 let v Rain/Straubingu v Německu.

## Řády a vyznamenání
Již v roce 1891 se stal rytířem prestižního Řádu zlatého rouna, během vojenské služby později získal řadu ocenění nejen v Rakousku-Uhersku, ale i od zahraničních panovníků. V roce 1917 byl dekorován Vojenským řádem Marie Terezie (jednalo se o první řádovou promoci od roku 1866 konanou v císařské vile Wartholz 17. srpna 1917).

### Rakousko-Uhersko
- Řád zlatého rouna (1891)
- Jubilejní pamětní medaile (1898)
- Vojenský záslužný kříž III. třídy (1905)
- Vojenský jubilejní kříž (1908)
- Vojenská záslužná medaile (1911)
- Řád železné koruny I. třídy s válečnou dekorací (1914)
- velkokříž Leopoldova řádu s válečnou dekorací (1915)
- Vyznamenání za zásluhy o Červený kříž s válečnou dekorací (1915)
- Vojenský záslužný kříž I. třídy s válečnou dekorací (1916)
- Karlův vojenský kříž (1916)
- komandérský kříž Řádu Marie Terezie (1917)
- velkokříž Královského uherského řádu svatého Štěpána (1918)

### Zahraničí
- Řád svatého Huberta (Bavorsko, 1893)
- velkokříž Řádu svatého Josefa (Toskánsko, 1897)
- velkokříž Řádu sv. Alexandra (Bulharsko, 1905)
- Řád černé orlice (Německo, 1906)
- velkokříž Viktoriina řádu (Spojené království, 1908)
- velkokříž Řádu Karla III. (Španělsko, 1908)
- velkokříž Leopoldova řádu (Belgie, 1910)
- Železný kříž II. třídy (Německo, 1915)
- velkokříž Záslužného řádu bavorské koruny (Bavorsko, 1915)
- Železný kříž I. třídy (Německo, 1916)
- Pour le Mérite (Německo, 1917)

## Manželka a potomci
Dne 15. listopadu 1893 se oženil se s bavorskou princeznou Augustou Marií Luisou, dcerou Leopolda Maxmiliána Bavorského a arcivévodkyně Gisely Luisy Rakouské, dcery Františka Josefa I.
- Josef František (28. března 1895 – 25. září 1957), ⚭ 1924 Anna Pia Saská (4. května 1903 – 8. února 1976), dcera saského krále Fridricha Augusta III.
- Gisela Augusta (5. července 1897 – 30. března 1901)
- Žofie Klementina Augusta (11. března 1899 – 19. dubna 1978), zemřela svobodná a bezdětná
- Ladislav Luitpold (3. ledna 1902 – 29. srpna 1946)
- Matyáš Josef (26. června 1904 – 7. října 1905)
- Magdalena Marie (6. září 1909 – 11. května 2000)

## Dílo
Kromě psaní publikací též psal do vědeckých časopisů:
- In denWildnissen Afrikas. Jagdschilderungen aus dem Sudan, Neudamm 1908, 43 str.
- Weidmanns Erinnerungen. Wien-Budapest 1915,176 str.
- A világháboru, amílyennek én láttam (Světová válka, jak jsem ji zažil). Das Aktenmaterial gesammelt und zgst. von Dezsö Rubint/Rubinthy, 7 sv., Budapest 1926-1934
- Der italienische Sieg am Piave. Aus den Memoiren des Erzherzogs Josef, Roma 1936, 20 str.
- Ave crux, spes unica. 1945-1949 (Sammlung meiner von Herzen kommenden Gebete aus der Zeit meiner unglückseligen Verbannung), Clevland O. 1949, 88 str.
- Hohe Jagd. 75 Jahre Weidwerk, Slzburg-Stuttgart 1957, 422 str.

## Vývod z předků
|                       |                                         |  |                                      |                                         |  |  |  |  |  |  |  | František I. Štěpán Lotrinský |
|                       |                                         |  |                                      |                                         |  |  |  |  |  |  |  |                               |
|                       | Leopold II.                             |  |                                      |                                         |  |  |  |  |  |  |  |                               |
|                       |                                         |  |                                      |                                         |  |  |  |  |  |  |  |                               |
|                       |                                         |  |                                      | Marie Terezie                           |  |  |  |  |  |  |  |                               |
|                       |                                         |  |                                      |                                         |  |  |  |  |  |  |  |                               |
|                       | Josef Habsbursko-Lotrinský              |  |                                      |                                         |  |  |  |  |  |  |  |                               |
|                       |                                         |  |                                      |                                         |  |  |  |  |  |  |  |                               |
|                       |                                         |  |                                      | Karel III. Španělský                    |  |  |  |  |  |  |  |                               |
|                       |                                         |  |                                      |                                         |  |  |  |  |  |  |  |                               |
|                       | Marie Ludovika Španělská                |  |                                      |                                         |  |  |  |  |  |  |  |                               |
|                       |                                         |  |                                      |                                         |  |  |  |  |  |  |  |                               |
|                       |                                         |  |                                      | Marie Amálie Saská                      |  |  |  |  |  |  |  |                               |
|                       |                                         |  |                                      |                                         |  |  |  |  |  |  |  |                               |
|                       | Josef Karel Ludvík Habsbursko-Lotrinský |  |                                      |                                         |  |  |  |  |  |  |  |                               |
|                       |                                         |  |                                      |                                         |  |  |  |  |  |  |  |                               |
|                       |                                         |  |                                      | Fridrich II. Evžen Württemberský        |  |  |  |  |  |  |  |                               |
|                       |                                         |  |                                      |                                         |  |  |  |  |  |  |  |                               |
|                       | Ludvík Württemberský                    |  |                                      |                                         |  |  |  |  |  |  |  |                               |
|                       |                                         |  |                                      |                                         |  |  |  |  |  |  |  |                               |
|                       |                                         |  |                                      | Bedřiška Braniborsko-Schwedtská         |  |  |  |  |  |  |  |                               |
|                       |                                         |  |                                      |                                         |  |  |  |  |  |  |  |                               |
|                       | Marie Dorotea Württemberská             |  |                                      |                                         |  |  |  |  |  |  |  |                               |
|                       |                                         |  |                                      |                                         |  |  |  |  |  |  |  |                               |
|                       |                                         |  |                                      | Karel Kristián Nasavsko-Weilburský      |  |  |  |  |  |  |  |                               |
|                       |                                         |  |                                      |                                         |  |  |  |  |  |  |  |                               |
|                       | Henrietta Nasavsko-Weilburská           |  |                                      |                                         |  |  |  |  |  |  |  |                               |
|                       |                                         |  |                                      |                                         |  |  |  |  |  |  |  |                               |
|                       |                                         |  |                                      | Karolína Oranžsko-Nasavská              |  |  |  |  |  |  |  |                               |
|                       |                                         |  |                                      |                                         |  |  |  |  |  |  |  |                               |
| Josef August Rakouský |                                         |  |                                      |                                         |  |  |  |  |  |  |  |                               |
|                       |                                         |  |                                      |                                         |  |  |  |  |  |  |  |                               |
|                       |                                         |  | František Sasko-Kobursko-Saalfeldský |                                         |  |  |  |  |  |  |  |                               |
|                       |                                         |  |                                      |                                         |  |  |  |  |  |  |  |                               |
|                       | Ferdinand Sasko-Kobursko-Saalfeldský    |  |                                      |                                         |  |  |  |  |  |  |  |                               |
|                       |                                         |  |                                      |                                         |  |  |  |  |  |  |  |                               |
|                       |                                         |  |                                      | Augusta Reuss Ebersdorf                 |  |  |  |  |  |  |  |                               |
|                       |                                         |  |                                      |                                         |  |  |  |  |  |  |  |                               |
|                       | August Sasko-Kobursko-Gothajský         |  |                                      |                                         |  |  |  |  |  |  |  |                               |
|                       |                                         |  |                                      |                                         |  |  |  |  |  |  |  |                               |
|                       |                                         |  |                                      | František Josef Koháry                  |  |  |  |  |  |  |  |                               |
|                       |                                         |  |                                      |                                         |  |  |  |  |  |  |  |                               |
|                       | Maria Antonia Koháry de Csábrág         |  |                                      |                                         |  |  |  |  |  |  |  |                               |
|                       |                                         |  |                                      |                                         |  |  |  |  |  |  |  |                               |
|                       |                                         |  |                                      | Maria Antonie Waldsteinsko-Wartenberská |  |  |  |  |  |  |  |                               |
|                       |                                         |  |                                      |                                         |  |  |  |  |  |  |  |                               |
|                       | Klotylda Sasko-Kobursko-Saalfeldská     |  |                                      |                                         |  |  |  |  |  |  |  |                               |
|                       |                                         |  |                                      |                                         |  |  |  |  |  |  |  |                               |
|                       |                                         |  |                                      | Ludvík Filip II. Orléanský              |  |  |  |  |  |  |  |                               |
|                       |                                         |  |                                      |                                         |  |  |  |  |  |  |  |                               |
|                       | Ludvík Filip I.                         |  |                                      |                                         |  |  |  |  |  |  |  |                               |
|                       |                                         |  |                                      |                                         |  |  |  |  |  |  |  |                               |
|                       |                                         |  |                                      | Luisa Marie Adelaida Bourbonská         |  |  |  |  |  |  |  |                               |
|                       |                                         |  |                                      |                                         |  |  |  |  |  |  |  |                               |
|                       | Klementina Francouzská                  |  |                                      |                                         |  |  |  |  |  |  |  |                               |
|                       |                                         |  |                                      |                                         |  |  |  |  |  |  |  |                               |
|                       |                                         |  |                                      | Ferdinand I. Neapolsko-Sicilský         |  |  |  |  |  |  |  |                               |
|                       |                                         |  |                                      |                                         |  |  |  |  |  |  |  |                               |
|                       | Marie Amálie Neapolsko-Sicilská         |  |                                      |                                         |  |  |  |  |  |  |  |                               |
|                       |                                         |  |                                      |                                         |  |  |  |  |  |  |  |                               |
|                       |                                         |  |                                      | Marie Karolína Habsbursko-Lotrinská     |  |  |  |  |  |  |  |                               |
|                       |                                         |  |                                      |                                         |  |  |  |  |  |  |  |                               |